# Ђавоља кичма
Ђавоља кичма (шп. El Espinazo del Diablo) је шпанско-мексички готички хорор филм из 2001. године, редитеља и сценаристе Гиљерма дел Тора, са Марисом Паредес, Фернандом Тиелвеом и Федериком Лупијем у главним улогама. Радња филма је смештена за време Шпанског грађанског рата.
Филм је добио веома позитивне критике. Оцењен је са 92% на сајту Ротен томејтоуз и често се сврстава на листу 100 најбољих хорор филмова свих времена. Био је номинован за Награду Сатурн за најбољи хорор филм као и за три Награде Гоја. Дел Торо је једном приликом изјавио да његов филм Панов лавиринт (2006) представља незванични наставак Ђавоље кичме.

## Радња
Радња филма смештена је за време Шпанског грађанског рата (1936−1939). Мали дечак по имену Карлос, остављен је у сиротишту након смрти његовог оца. Сиротиште води старији брачни пар, Кармен и др Касарес. У вођењу им помажу агресивни чувар Хасинто, с којим Кармен има љубавну аферу, и његова вереница, учитељица Кончита. Кармен и Касарес подржавају републиканску фракцију и у сиротишту чувају велико скровиште републиканског злата, што их чини метом напада Франциска Франка и његових присталица.
Док једне ноћи истражује забачене просторије сиротишта, Карлосу се привиђа дух дечака Сантија кога је Хасинто убио и бацио у цистерну. Санти тражи од Карлоса да му помогне да се освети Хасинту. У међувремену, Кармен и Касарес сазнају да су њиховог пријатеља Ајалу ухватили националисти и да ће га натерати да призна где је скривено републиканско злато. У страху да ће Ајала признати, Кармен и Касарес планирају како да побегну са децом и златом...

## Улоге
| Глумац           | Улога      |
| ---------------- | ---------- |
| Фернандо Тиелве  | Карлос     |
| Ињиго Гарсес     | Хаиме      |
| Едвардо Норијега | Хасинто    |
| Мариса Паредес   | Кармен     |
| Федерико Лупи    | др Касарес |
| Хунио Валверде   | Санти      |
| Ајрин Виседо     | Кончита    |